# جورامي رمحي الرأس
جورامي رمحي الرأس (الاسم العلمي: Luciocephalus) هو جنس من الأسماك يتبع الفصيلة الجورامية من رتبة الفرخيات.

## أنواعه
- جورامي متوهج
- جورامي جميل